# Peter Petersen (Politiker, 1926)
Peter Petersen (* 30. Oktober 1926 in Hamburg; † 17. März 2005) war ein deutscher Politiker (CDU).
Nach dem Schulbesuch beantragte Petersen am 4. Januar 1944 die Aufnahme in die NSDAP und wurde zum 20. April desselben Jahres aufgenommen (Mitgliedsnummer 9.895.467). Er wurde zur Wehrmacht eingezogen und nahm als Soldat am Zweiten Weltkrieg teil. Er erlitt eine leichte Verwundung und wurde zuletzt zum Fahnenjunker befördert. Nach dem Abitur 1947 war er zunächst Mitarbeiter der Moralischen Aufrüstung (MRA) in Caux. Später arbeitete er als selbständiger Marktforscher. Beruflich ging er mehrfach auf Auslandsreisen in die Vereinigten Staaten, nach Westeuropa, Nordafrika und Südostasien. Ferner war er Oberleutnant der Reserve der Bundeswehr.
Petersen trat in die CDU ein und war stellvertretender Vorsitzender des CDU-Kreisverbandes Leonberg. Petersen war von 1972 bis 1983 Kreistagsmitglied des Kreises Böblingen. Dem Deutschen Bundestag gehörte er von 1965 bis 1972 sowie von 1976 bis 1990 an. Im Parlament vertrat er zunächst den Wahlkreis Leonberg – Vaihingen, seit 1980 dann den Wahlkreis Böblingen. Außerdem war er seit 1967 Mitglied der Nordatlantischen Versammlung. 1973 kandidierte er bei der Landratswahl des Landkreises Böblingen, unterlag jedoch Reiner Heeb.